# Thomecola quadrispina
Thomecola quadrispina – gatunek kosarza z podrzędu Laniatores i rodziny Assamiidae. Jedyny znany przedstawiciel monotypowego rodzaju Thomecola.

## Występowanie
Gatunek jest endemiczny dla Wyspy Świętego Tomasza u wybrzeży Afryki